# معدل الحركة
معدل الحركة هو المسافة المقطوعة في وحدة زمنية، ووحدات هذا الزمن هي ميل في الساعة، قدم في الساعة، متر في الثانية وهكذا... فإذا كنا نسافر بمعدل حركة قدره 10 متر في 2 ثانية فإن متوسط حركتنا هو "5mi\s"، وقد حصلنا على هذه النتيجة وربما لا شعورياً باستخدام المعادلة الآتية:
{\displaystyle u={\frac {d}{t}}\ }
- حيث أن الرمز "d" هو المسافة المقطوعة، و"t" هو الزمن اللازم لذلك، والرمز "u" يدل على معدل الحركة.

لنوضح الآن كيف يمكن الحصول على وحدات معدل الحركة، لنحسب معدل حركة امرأة تقطع مسافة 10mفي 2s :
- 5m\s={\displaystyle u={\frac {10m}{2s}}\ }

وتقرأ هذه الكمية هكذا «خمسة أمتار في الثانية».
- أي أن وحدات معدل الحركة هي دائماً وحدة طول مقسومة على وحدة زمن، عندما تتحرك سيارة في طريق مستقيم فإن حركتها تكون في اتجاه محدد، وإذا أردنا ربط هذين المفهومين _ معدل الحركة والاتجاه _ فإننا نتكلم عن متجه، من المعتاد تعريف متوسط «متجه السرعة» "ṽ" كما يلي:
{\displaystyle v={\frac {displacementvector}{timetaken}}\ }

لنفرض مثلاً أن سيارة تبدأ من النقطة A لتصل بعد زمن قدره t إلى النقطة B فإذا كانت الإزاحة الموجهة من A إلى B هي s فإن تعريف متوسط السرعة يكون على هذه الصورة:
- {\displaystyle v={\frac {s}{t}}\ }

وإذا كانت الحركة في خط مستقيم في اتجاه ثابت فإن طول المتجه s هو ببساطة المسافة المقطوعة d، كنتيجة لذلك يمكننا القول أن مقدار السرعة في هذه الحالة المعينة يساوي معدل الحركة لإنu=d\t=s\t=U أما إذا لم تكن الحركة في خط مستقيم فإن المسافة الكلية المقطوعة d قد تختلف في النقدار عن الإزاحة s.
- لنقل أن سيارة انتقلت من النقطة A إلى النقطة B ثم إلى C، حيث أن المسافة الكلية المقطوعة d هي 7 km، ومع ذلك فإن مقدار الإزاحة هو 5 km فقط، إذن يمكننا أن نجد أن:
{\displaystyle u={\frac {d}{t}}={\frac {7km}{t}}}

بينما:
- {\displaystyle U={\frac {s}{t}}={\frac {5km}{t}}}

من الواضح أن مقداري معدل الحركة والسرعة مختلفان في هذه الحالة، ومع ذلك فإن مقداري هاتين الكميتين قد يختلفان حتى في حالة الحركة في خط مستقيم حيث تسير السيارة من A إلى B قم خلفاً إلى C في هذه الحالة:
{\displaystyle u={\frac {8km}{t}}\ }
بينما:
{\displaystyle U={\frac {4km}{t}}\ }
- أود لفت الانتباه إلى أن إذا كانت حركة u و U في اتجاه واحد فإنهما في هذه الحالة يكونان متساويان.

## اقرأ أيضاً
1. السرعة اللحظية
2. معدل الحركة اللحظي